# 알렉상드르 빌라플랑
알렉상드르 빌라플랑(프랑스어: Alexandre Villaplane, 1905년 9월 21일 ~ 1944년 12월 26일)는 프랑스의 축구 선수이다. 또한 그는 제2차 세계 대전 동안 나치 부역자 혐의로 체포되어 처형당했다.

## 축구 경력
빌라플랑은 프랑스 축구 국가대표팀으로 25경기를 출전했으며, 특히 처음으로 개최된 월드컵에 프랑스 대표팀 주장을 맡기도 하였다.
그러나 그의 클럽 경력은 결코 좋지 못 했는데, 에서는 승부조작 스캔들로 한 시즌만에 나왔고, 니스에서는 축구에 대한 흥미를 잃고 경마에 중독되었다. 선수 경력 마지막 시즌은 경마 승부 조작으로 감옥에서 지내야 했다.

## 나치 부역
제2차 세계 대전이 일어나자, 빌라플랑은 파리 암시장에 연관되며 유대인들에게 사기를 치며 살아갔다. 1940년에는 장물 소유 혐의로 두 달 동안 감옥에 갇혀야 했다. 그의 범죄 경력을 통해 프랑스 레지스탕스에 대응하기 위해 국가보안본부가 조직한 범죄자들로 구성되어 프랑스 게슈타포로 알려진 카를랑그(Carlingue)를 알게 되었다. 카를랑그는 두 명의 파리 깡패 앙리 라퐁(Henri Lafont)과 피에르 보니(Pierre Bonny)가 공동으로 운영하고 있었다. 카를랑그 조직원들은 범죄 지식과 인맥을 활용하여 프랑스 군정청과 비시 프랑스 내 나치 보안 업무를 담당했다.
1942년 빌라플랑은 달아나려고 시도하던 독일인들을 탈출시키기 위해 파리를 떠나 툴루즈로 왔다. 그의 전 팀 동료인 루이 카잘이 그를 위해 새 신분 증명서를 얻었으며 그는 파리로 돌아온다. 1943년 귀금속 절도 혐의로 SS에 체포되어 라퐁이 그의 출소 권콩피에뉴 캠프에 구금되었으나 라퐁이 그를 풀어주었다.
빌라플랑은 보니의 운전기사가 되고 1944년엔 대 레지스탕스 활동을 통한 나치와 협력한 북아프리카 이민자로 구성된 범죄 조직인 북아프리카 여단의 다섯 개 부서 중 하나의 수장이 되었다. 맹렬한 모집으로 그는 달갑지 않은 별명인 "SS 무함마드"(SS Mohammed)를 얻게 되었다. 그리고 그는 하급돌격지도자로 승진했다. 1944년 3월 그의 부서는 페리괴에서, 다음 달에는 에이메에서 레지스탕스 조직원과 후원자를 찾는 임무를 맡았다. 에이메에서 그는 돈을 위해 dlswlfdml 목숨과 협상하는 일을 맡았다. 오라두르쉬르글란 학살 다음 날인 1944년 6월 11일, 그는 뮤시당에서 52명을 처형했다.
1944년 12월 1일 빌라플랑은 적어도 10명 이상의 살인에 직접 연류된 혐의로 사형을 선고받았다. 그는 포트 드 몽루주에서 총살되었다.